# Gerum prästänge
Gerum Prästänge är ett naturreservat i Gerums socken i Region Gotland på Gotland.
Området är naturskyddat sedan 2019 och är 7,5 hektar stort. Reservatet består av en gotländsk äng med glest stående lövträd.